# Summorum Pontificum

Brasão pontifício de Bento XVI

Summorum Pontificum cura (em português: A preocupação dos Sumos Pontífices) são as primeiras palavras de uma carta apostólica, sob a forma de motu proprio, publicada a 7 de julho de 2007 pelo Papa Bento XVI, que cria uma forma de tentar resolver a sobreposição da Missa do Vaticano II sem a abrogação do anterior.

## Descrição
As determinações dessa Carta do Papa Bento XVI substituíram as estabelecidas pelos textos anteriores: Quattuor abhinc annos, de 1984 e Ecclesia Dei, de 1988. Depois de ter dito que o Missal Romano proveniente da reforma do Concílio Vaticano II, publicado pelo Papa Paulo VI, em 1970 e revisado em 1979 e 2002, por João Paulo II, é a “expressão ordinária” da lex orandi (norma de oração) da Igreja Católica de rito latino, o "motu proprio" refere-se ao missal de São Pio V (a Missa Tridentina), publicado em 1570, reformado em 1962, por São João XXIII, como uma "expressão extraordinária" da fé, sendo as duas formas «duas expressões do único rito romano».
Os católicos que estão ligados a esta forma litúrgica podem, doravante, solicitar celebrações da missa e dos outros sacramentos conforme os ritos e fórmulas anteriores ao Concílio Vaticano II (1962-1965).
O documento permite que o bispo do lugar possa erigir uma paróquia pessoal, se houver um número bastante consistente de fiéis que queiram seguir a liturgia anterior.

## Contestação
Apesar de ter a força de um documento redigido e assinado pelo Papa, a Carta Apostólica tem sido objeto de contestação no Brasil por parte de alguns eclesiásticos. Dom Aloísio Roque Oppermann, Arcebispo Emérito de Uberaba, objeta que a Missa Tridentina é incompreensível, seca e utiliza o Latim, uma língua misteriosa. Os textos do Concílio Vaticano II, mantém o latim como língua litúrgica oficial, dizendo: "Salvo o direito particular, seja conservado o uso da Língua Latina nos Ritos latinos" (SC 36 §1), reconhecendo porém que "o emprego da língua vernácula pode ser útil ao povo, pelo que se permite dar-lhe um lugar mais amplo" e declarando que pertence à Conferência episcopal, consultados, se for o caso, os Bispos das regiões limítrofes da mesma língua, decidir acerca do uso e extensão da língua vernácula (SC 36 §3). A mesma constituição deseja: "providencie-se que os fiéis possam juntamente rezar ou cantar em língua latina as partes do Ordinário que lhes compete" (SC 54).
Dom Paulo Sérgio Machado, ex-Bispo de São Carlos, afastado depois de vários escândalos de embriaguez, considera que os que preferem a Missa Tridentina são uma minoria moralista de pessoas puritanas, retrógradas, com uma mórbida aversão às mudanças e ao novo.
Por outro lado, 464 Cardeais E Bispos,, acatando filialmente as determinações do Papa, participaram, após a entrada em vigor do motu proprio Summorum Pontificum de cerimônias em que foram utilizados os livros litúrgicos de 1962.
No Brasil, 17 arcebispos e bispos também o fizeram, dentre os quais: Dom Orani João Tempesta, Arcebispo do Rio de Janeiro; Dom Alberto Taveira Corrêa, Arcebispo de Belém do Pará; Dom Alano Maria Pena, Arcebispo Emérito de Niterói; Dom Luciano Bergamin, Bispo de Nova Iguaçu; Dom Fernando José Monteiro Guimarães, Bispo de Garanhuns; Dom Gregório Paixão, Bispo de Petrópolis; Dom Pedro Luiz Stringhini, Bispo de Franca; Dom Diógenes Silva Matthes, Bispo Emérito de Franca; Dom Mário Rino Sivieri, Bispo de Propriá e Dom Henrique Soares da Costa, Bispo de Palmares..
Quanto ao valor do Summorum Pontificum, mesmo nos meios mais conservadores, há a observação de que este não pode ser um documento que obrigue no que respeita à aceitação de uma possível contradição: que o Rito Romano, codificado em 1570 por S. Pio V (Missal de S. Pio V), o qual, com variações, é continuado com o Missal 1962 de João XIII, possa produzir uma forma extraordinária que é este mesmo, e uma forma ordinária que é o Missa do Vaticano II (o qual é, segundo eles, uma nova composição com variantes não legadas pela Tradição da Igreja). Esta contradição lógica, acrescida de que passaria a ser "ordinário" o Missal mais recente, e não aquele que codificou o que sempre foi tradição na Igreja, fazem muitos rejeitar estas novas formulações de Bento XVI.

## Revocação
O motu proprio Summorum Pontificum de 2007 foi revogado em 2021 pelo motu proprio Traditionis custodes de Papa Francisco, que declarou:
Art. 1. Os livros litúrgicos promulgados pelos santos Pontífices Paulo VI e João Paulo II, em conformidade com os decretos do Concílio Vaticano II, são a única expressão da lex orandi do Rito Romano.
Art. 2. Ao bispo diocesano, enquanto moderador, promotor e guardião de toda a vida litúrgica na Igreja particular a si confiada, compete regular as celebrações litúrgicas na sua diocese. Portanto, é de sua exclusiva competência autorizar o uso do Missale Romanum de 1962 na diocese, seguindo as orientações da Sé Apostólica.